# Gremmeniella
Genre
Gremmeniella est un genre de champignons ascomycètes de la famille des Godroniaceae.

## Liste des espèces
Selon MycoBank (25 août 2023) :
- Gremmeniella abietina (Lagerb.) M. Morelet, 1969
- Gremmeniella balsamea Laflamme & Smerlis, 2012
- Gremmeniella juniperina K. Holm & L. Holm, 1977
- Gremmeniella laricina (Ettl.) Petrini, L.E. Petrini, Lafl. & Ouell., 1989
- Gremmeniella pinicola (H. Kondo & Tak. Kobay.) M. Morelet, 1995

## Systématique
Le nom correct complet (avec auteur) de ce taxon est Gremmeniella M. Morelet, 1969.
Gremmeniella a pour synonymes :
- Brunchorstia Erikss., 1891

## Publication originale
- M. Morelet, « Un Discomycete inopercule nouveau », Bulletin de la Société des Sciences Naturelles et d'Archéologie de Toulon et du Var, vol. 183,‎ 1969, p. 9 (lire en ligne  [PDF])